# Шельменко-денщик (фільм, 1957)
«Шельменко-денщик» (рос. «Шельменко-денщик») — український радянський художній телефільм 1957 року режисера Віктора Іванова за мотивами однойменної комедії класика української літератури Григорія Квітки-Основ'яненка. Виробництво кіностудії імені Олександра Довженка.

## Сюжет
У село поміщика Шпака стає на постій команда капітана Скворцова. Молодий офіцер закохується в дочку поміщика Прісю. Скворцов бідний, і тому батьки опираються їх союзу. Допомогти закоханим викликається денщик капітана — Шельменко…

## У ролях
- Михайло Покотило
- Поліна Нятко
- Євген Бондаренко
- Віра Предаєвич
- Ада Роговцева
- Микола Яковченко
- Микола Досенко
- Софія Карамаш
- Розалія Колесова
- Дмитро Франько

## Творча група
- Сценарій: за мотивами однойменної п'єси Григорія Квітки-Основ'яненка
- Режисер-постановник: Віктор Іванов
- Оператор-постановник: Олексій Панкратьєв
- Композитор: Ілля Віленський
- Художники-постановники: Георгій Прокопець, Н. Блажевич